# Renny Ottolina
Renny Ottolina, właśc. Renaldo José Ottolina Pinto (ur. 11 grudnia 1928 w Valencii, zm. 16 marca 1978) – wenezuelski prezenter, producent programów radiowych oraz telewizyjnych i polityk.
Był pionierem w wielu aspektach wenezuelskiej produkcji telewizyjnej. Podczas swojej kariery był prezenterem m.in. Miss Wenezueli czy 24h Le Mans, pracował z muzykami takimi jak Mina, Stevie Wonder, Tom Jones, Jimi Hendrix, Charles Aznavour. 
W 1977 Ottolina założył partię polityczną Movimiento de Integridad Nacional-Unidad i kandydował w wyborach prezydenckich w Wenezueli w 1978 roku. Zginął podczas kampanii wyborczej w katastrofie lotniczej między Caracas, a Margaritą.

## Życiorys

### Wczesne życie
Renny był synem Any Mercedes Pinto i włoskiego imigranta Francisco Ottoliny. Gdy miał dwa lata, jego matka zmarła. Cztery lata później jego rodzina przeniosła się do Caracas. W 1945 roku, zaraz po otrzymaniu certyfikatu lektora, został zatrudniony w radiu jako prezenter. Dzięki swojej perfekcyjnej dykcji i harmonijnemu głosowi, szybko stał się ulubieńcem słuchaczy. Nauczył się języka angielskiego pracując w amerykańskiej ambasadzie. 

### Kariera telewizyjna
W 1953 uczestniczył jako prezenter w inauguracyjnym programie Televisora Nacional, rozpoczynając tym samym erę telewizji w Wenezueli. 16 lutego 1955 został zatrudniony przez Radio Caracas Televisión Internacional (RCTV), 28 lutego zaczął współtworzyć poranny program rozrywkowy i wywiadowy Lo de Hoy, był to pierwszy program w kraju emitowany w godzinach porannych. 
W 1957 roku, magazyn Life poświęcił mu pięciostronicowy raport, wychwalający jego pracę w telewizji. W tym samym roku był prezenterem Miss Wenezueli 1957. Wziął również udział jako kierowca w Grand Prix Wenezueli 1957, a także był członkiem zespołu Lino Fayena podczas 24h Le Mans 1959. 
W 1958 roku RCTV wyemitowało pierwszy sezon jego autorskiego programu El Show de Renny. W 1959 wyjechał do Stanów Zjednoczonych, nawiązując współpracę z American Broadcasting Company. Rok później ABC nabywa 45% akcji Televisa, pierwszej prywatnej stacji telewizyjnej w Wenezueli i oferują Ottolinie stanowisko dyrektora generalnego. Ten jednak rezygnuje, gdy odrzucone zostają jego żądania otrzymania części udziałów. Ten incydent sprawił, że Ottolina wrócił do RCTV jako niezależny producent, aby prowadzić swój własny program. Jego częstą praktyką stały się długie, nawet kilkunastomiesięczne przerwy. W październiku 1972, realizuje pierwszy kolorowy program w Wenezueli.
W 1973 roku w swoim południowym programie przeprowadzał wywiady z kandydatami na prezydenta. Jego wpływ był tak duży, że niektórzy wenezuelscy politycy twierdzili, że odpowiedzi udzielone w jego wywiadzie przez kandydata opozycji Carlosa Andrésa Péreza przyczyniły się do jego zwycięstwa w wyborach.
Pod koniec 1973, trzy prywatne stacje telewizyjne - RCTV, Venevisión, Cadena Venezolana de Televisión (CVTV) - doszły do porozumienia, w którym postanowiły wyeliminować niezależność producentów, zmuszając ich, aby zostali częścią listy płac tych kanałów; co znacznie zmniejszyłoby ich dochody, na korzyść właścicieli stacji. Ottolina odmawia bycia częścią listy płac kanału, ponieważ straciłby niezależność twórczą oraz możliwość swobodnego wyrażania swoich myśli.
Na początku 1974, CVTV zostaje kupione przez państwo i Ottolinie zaproponowano stanowisko prezesa tej spółki, jednak ten odmówił, gdy poprosił o absolutną niezależność od wytycznych wydawanych przez Ministerstwo Informacji i Turystyki, w którego zarządzie spółka pozostawała, a prezes Carlos Andrés Pérez odrzucił jego prośbę. W tym samym roku podpisał kontrakt z Venevisión i zaprezentował swój ostatni program El planeta del agua. 
Renny stał się krytykiem rządu Péreza, którego nazywał niezdolnym do rządzenia, mimo że wcześniej był jego zwolennikiem. W odpowiedzi spotkały go represje ze strony rządu i jego program został odwołany. 

### Działalność polityczna

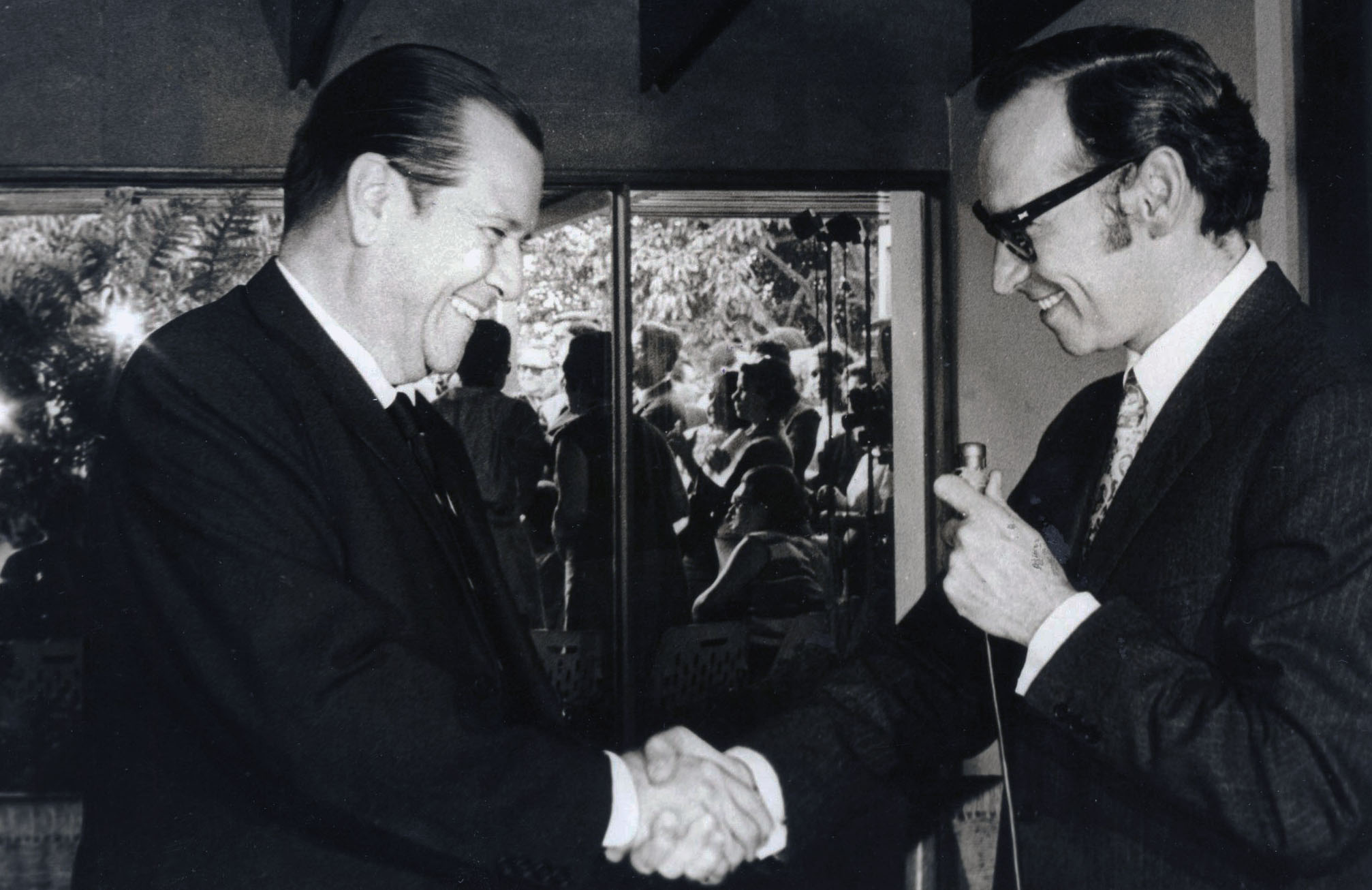
Ottolina (po prawej) i Rafael Caldera

W 1977 postanowił wykorzystać swoją popularność i zdecydował się kandydować w wyborach prezydenckich w 1978 roku. W tym celu 16 lipca 1977 założył partię polityczną Movimiento de Integridad Nacional-Unidad (MIN). Ogłoszenie Renny'ego w sprawie jego kandydatury wywołało szok wśród ludności Wenezueli, z drugiej strony jednak opinia publiczna przyjęła tę decyzję jako pełną nadziei i wkrótce jego aspiracje nabrały siły niezbędnej do dalszego rozwoju. Podczas swojej kampanii codziennie czytał myśli Simóna Bolívara. Po śmierci Ottoliny, partia MIN postanowiła wycofać się z wyborów i nie poparła żadnego kandydata. Inne partie, które wspierały jego kandydaturę - Unión Republicana Democrática, Fuerza Democrática Popular, Opinión Nacional - decydują się poprzeć Luisa Herrerę Campinsa, który ostatecznie zwyciężył wybory.

### Śmierć
16 marca 1978 podczas podróży na spotkanie biznesmenów, które miało odbyć się w mieście Porlamar w stanie Nueva Esparta, jego samolot rozbił się, wraz z trójką innych pasażerów, w tym menedżerem kampanii wyborczej. W wypadku zginęli wszyscy pasażerowie. Władze potrzebowały tygodnia na zlokalizowanie ciał, ponieważ sądzono, że samolot rozbił się na morzu. Niespodziewana śmierć popularnego kandydata doprowadziła do powstania teorii spiskowych.

## Poglądy
Renny był antykomunistą. Jego myśl polityczna była inspirowana nacjonalizmem i boliwarianizmem. Propagował postać Simóna Bolívara, uważał, że wenezuelska waluta nie może nosić jego eponima, ponieważ według niego oznacza to, że każdego dnia jego nazwisko traci na znaczeniu. Ottolina był obrońcą merytokracji przed partiokracją i pragmatyzmu przed dogmatyzmem partii politycznych.
Ekonomicznie chciał, aby Wenezuela była krajem skupionym na rozwoju rolnictwa, popierał planowanie gospodarcze w korporacjach z ekspertami technicznymi.
Według jego wizji, Wenezuela przechodziła przez degradację społeczną spowodowaną tym, że różne rządy nie skupiały się wystarczająco na promowaniu postępu i rozwoju obywatelskiego społeczeństwa; co było zauważane w takich problemach jak alkoholizm, narastający rasizm wobec obcych społeczności, wysoka przestępczość i niski poziom rozwoju gospodarczego. Ottolina uważał, że Wenezuela ma wystarczające dziedzictwo historyczne, aby sama sobą przewodzić: „Nie podoba mi się fakt, że zagraniczny przywódca mówi mi, Wenezuelczykowi, co jest właściwą drogą”.

## Dziedzictwo
Obecnie Renny Ottolina jest pamiętany jako jedna z najważniejszych postaci publicznych wenezuelskiej telewizji. Jest ceniony za charyzmę, kreatywność i jakość jako producenta. Jego myśli dotyczące społeczeństwa i polityki wywarły znaczący wpływ na współczesną kulturę Wenezueli. Obecnie jest uważany za człowieka, który wyprzedzał swoje czasy. 
Dla uhonorowania Renny'ego, w 1998 roku, 11 grudnia (jego urodziny) został ustanowiony Narodowym Dniem Prezentera. Dzień ten służy uznaniu prezenterów radiowych i telewizyjnych, którzy w swojej pracy kierują się etyką i rzetelnością. 